# SoftBank 001HT
HTC Desire HD、Softbank 001HT（でざいあえいちでぃー、そふとばんくぜろぜろいちえいちてぃー）はHTCが開発しソフトバンクモバイルが販売するW-CDMA及びGSM通信方式に対応するAndroid OSを搭載したスマートフォン。2010年11月12日発売。

## 概要
- 4.3インチの静電式タッチパネルを搭載した全面タッチパネルのタブレットデザインのスマートフォンである。
- HTCは、DesireやNexus Oneのディスプレイをソニー製Super LCDに変更。(X06HTIIから)。サムスン電子から十分な量の有機ELディスプレイの供給を受けられなかったための変更とみられている[1]。
- カメラはLEDフラッシュが二つ付き、720p動画が撮影可能。
- ドルビーモバイルとSRS WOW HDが搭載され、音質が向上。
- HTCが無償で提供するクラウドサービスのHTC Sense.comに対応。
- 2011年5月12日よりAndroid 2.3.3へのアップデートを開始。それに伴い、独自のUIであるHTCSenseも2.0から2.1へアップデートされた。
- 当機種を最後に2017年6月のHTC U11まで、HTC製スマートフォンは長らくソフトバンクモバイルから発売されていなかった。

### 評価
Desire HDは一部のユーザーから高い人気を得ており、海外ではカスタムROMが有志によって開発されたり、海外のスマートフォン開発者コミュニティのXDA-Developersなどで多くの情報交換がなされている。また、同時期に登場した日本メーカー製スマートフォンと比べて、スペック（2010年モデルである当機に768MBの大容量RAMや4.3インチディスプレイを採用したハードウェアの設計）が優れていたと評されることもある。

## 対応サービス・機能
| 主な対応サービス         | 主な対応サービス                           | 主な対応サービス     | 主な対応サービス |
| ------------------------ | ------------------------------------------ | -------------------- | ---------------- |
| S!一斉トーク             | S!ともだち状況                             | Twitter              |                  |
| S!ループ                 | S!タウン                                   | S!速報ニュース       |                  |
| PCサイトダイレクト       | 電子コミック                               | S!アプリ             |                  |
| 着うたフル／着うた       | デコレメール（Softbank メール2.1より対応） | S!電話帳バックアップ |                  |
| S!FeliCa                 | ミュージックプレイヤー                     | GPS                  |                  |
| コンテンツおすすめメール | TVコール                                   | 世界対応ケータイ     |                  |
| ワンセグ                 | 3G ハイスピード （下り最大7.2Mbps）        | S!おなじみ操作       |                  |

## 不具合
2010年5月18日 プリインストールされているメールアプリにおいて、連続したドットが含まれるメールアドレス宛（例 ○○○..○○○＠○○.co.jp）にメールを送信した場合に、メールが正しく送信されないことが確認された。

## 参照
1. ↑  「HTC、「HTC Desire」と「Nexus One」のディスプレイをSuper LCDに変更することを正式発表」 - gapsis.jp
2. ↑  新ブランド「HTC One」で巻き返しを図る台湾HTCの魅力とは? - マイナビニュース 2012年9月6日